# Zamek muszli
Zamek muszli (łac. cardo) – blokująca struktura wykształcona na połówkach muszli małży (Bivalvia) w postaci wypukłości (guzków, zębów), rowków i zagłębień oraz listew wytwarzanych przez każdą z połówek muszli. Zapobiega przesuwaniu się muszli w trakcie wędrówek oraz w czasie ich otwierania i zamykania.
Zamek jest położony poniżej szczytów muszli, na jej stronie grzbietowej. 
Ze względu na duże zróżnicowanie wyróżnia się następujące typy budowy zamka:
- anomalodesmatowy – listwy boczne słabo zaznaczone, często występuje chondrofor i resilium, spotykany u Anomalodesmata,
- desmodontowy – zęby główne tworzą chondrofor, występuje u Myidae i Mactridae,
- dysodontowy – zęby zredukowane lub ich brak, występuje u Mytilidae i Ostreidae,
- hemidapedontowy – małe zęby główne są osadzone na cienkiej płytce, a zęby boczne zredukowane lub słabo zaznaczone, ten typ zamka występuje u Tellinidae i Scrobiculariidae,
- heterodontowy – zęby główne znajdują się na długiej listwie, a wydłużone zęby boczne pod szczytem, występuje u Sphaeriidae,
- isodontowy – 2 duże zęby wraz z odpowiadającymi im zagłębieniami położone na każdej ze skorup, występuje u Spondylidae,
- pachyodontowy – 1–3 asymetrycznych zębów i odpowiadające im zagłębienia na listwie zamka drugiej połowy muszli, występuje u Chamidae,
- schizodontowy – zęby ułożone promieniście od szczytu, w prawej skorupce zwykle występują dwa, a w lewej jeden ząb, taki zamek występuje u Trigoniidae i Unionidae,
- taksodontowy – licznie występujące, często ukośnie osadzone zęby położone na długich listwach, występuje u Nuculidae, Arcidae i Glycymeridae.

Budowa zamka jest wykorzystywana w klasyfikacji małży.